# Kaap Bojador
Kaap Bojador (Arabisch: رأس بوجادور, Trans. Rā's Būjādūr; Berber: ⴱⵓⵊⴷⵓⵔ, Bujdur, Spaans en Portugees: Cabo Bojador, Frans: Cap Boujdour) is een landtong aan de noordkust van de Westelijke Sahara, op 26 ° 07 '37 "N, 14 ° 29 '57" W (diverse bronnen geven verschillende locaties: dit komt door de Zeilroutes voor de regio). De naam van de grote nabijgelegen stad is Boujdour, met een bevolking van 41 178 inwoners. De naam van de omliggende provincie ontleent ook zijn naam van de Kaap, Provincie Bojador. De naam van de Kaap in Arabisch is "Abu Khatar", wat betekent "de vader van gevaar".

## Historisch
De Portugese zeevaarders hadden grote angst voor de zeeën rondom Kaap Bojador, een landtong aan de kust van de Sahara, 200 mijl ten zuiden van de Canarische Eilanden. Er deden allerlei verhalen de ronde: de kaap zou zich net onder de oppervlakte mijlenver in zee uitstrekken en het varen onmogelijk maken. Het land zou dor en levenloos zijn. En er waren geruchten dat de zee er kokend heet was. Het verdwijnen van tal van Europese vaartuigen die eerder geprobeerd hadden om de Kaap te ronden, deed vermoeden dat er zeemonsters aanwezig waren.
Gil Eanes was de eerste Portugese ontdekkingsreiziger die in 1434 voorbij Kaap Bojador gevaren is.

## Beschrijving
De kust bestaat uit een zandstrand omringd door rotsen en zandduinen die ongeveer 1 km van het strand liggen. Zwarte rotsen, die pieken uit een massa rood zand, dat glijdt naar de zee. Uit onderzoek van de navigatiekaarten voor dit gebied wordt duidelijk dat het belangrijkste probleem, de windwisselingen zijn. Het is hier dat de winden tijdens alle seizoenen sterk uit het noordoosten blazen. Samen met sterke zeestroom langs de kust, zouden deze voorwaarden, een onwetende en bijgelovige middeleeuwse zeevaarder aangewend worden om dichter bij het land te varen.  Uiteindelijk werd ontdekt dat door het verder van de kust varen, dieper in zee, er een gunstiger wind blaast.
Vissen zijn overvloedig in de omgeving, en soms komen de sardines naar het oppervlak. Wanneer dit gebeurt, lijkt de zee gewelddadig te borrelen alsof het kookt, en van op afstand gezien, het sissende geluid van de vissen die hun staarten op het wateroppervlak slaan, versterkt de indruk. De verstikkende lucht vanuit de woestijn, verhoogt de indruk van extreme temperaturen, terwijl het woestijnstof een mysterieuze duisternis creëert. De ijzerhoudende rotsen doen de kompasnaalden tollen. In 2004 waarschuwde de British Royal Navy dat nautische kaarten voor het gebied van Cape Bojador onnauwkeurig zijn.